# Tetiana Bachtejewa
Tetiana Dmytriwna Bachtejewa, ukr. Тетяна Дмитрівна Бахтеєва (ur. 27 listopada 1953 w Doniecku) – ukraińska lekarka i polityk, posłanka do Rady Najwyższej IV, V, VI, VII i VIII kadencji.

## Życiorys
Absolwentka Donieckiego Instytutu Medycznego (1977). Studiowała też ekonomię na Donieckim Państwowym Uniwersytecie Ekonomii i Handlu. W 2008 uzyskała stopień doktora nauk medycznych. Pracowała jako lekarka w jednostkach służby zdrowia w Doniecku, w 1997 stanęła na czele instytucji DOKTMO powstałej z połączenia różnych ośrodków medycznych.
Zaangażowała się w działalność polityczną w ramach Partii Regionów. W 2002 jako kandydatka współtworzonego przez PR bloku Za Jedyną Ukrainę uzyskała mandat deputowanej. Z powodzeniem ubiegała się o reelekcję w 2006, 2007 i 2012, obejmując stanowisko przewodniczącej parlamentarnego komitetu ds. zdrowia. We wrześniu 2014 znalazła się wśród z organizatorów Bloku Opozycyjnego, skupiającego przeciwników Euromajdanu wywodzących się głównie z Partii Regionów. Z ramienia tej formacji w październiku tego samego roku po raz piąty z rzędu została wybrana do Rady Najwyższej.

## Odznaczenia
- Order Za Zasługi II klasy (2013)
- Order Za Zasługi III klasy (2011)
- Order Księżnej Olgi I klasy (2008)
- Order Księżnej Olgi III klasy (2002)[1]